# Bastion Rimembranza
Le Bastion Rimembranza (en italien Bastione Rimembranza), autrefois appelé rempart de San Francesco, est l'un des six bastions qui composent l'enceinte de Grosseto (province de Grosseto en Toscane),.
Le bastion est situé au sommet nord des remparts de Grosseto, non loin de la zone de la Porta Nuova, dans la partie d'enceinte qui reliait la porte aujourd'hui disparue à l'imposant complexe du bastion Fortezza.

## Histoire
Le bastion a été construit dans la seconde moitié du XVIe siècle, près du couvent de San Francesco, lors de la reconstruction des murs par les Médicis sur la base d'un projet de Baldassarre Lanci, et les travaux, dirigés par Simone Genga, ont été réalisés entre 1576 et 1577. Le bastion prit le nom de rempart de San Francesco et cette dénomination resta en usage tout au long de l'ère Médicis. Pour faciliter l'accès au bastion, une partie du couvent franciscain est démolie en 1580 et la rocade intérieure connue par la suite sous le nom de Strada del Giuoco del Cacio est construite.
Au XVIIIe siècle, le bastion était déjà utilisé pour le pâturage et en 1783, il fut vendu par le bureau du fossé à Gaspero Valeri, un riche citoyen de Grosseto qui occuperait également le poste de Gonfalonnier. Les murailles ont été transformées en parc public et en 1884 un buste a été placé ici en l'honneur de Giuseppe Garibaldi, sculpté par Tito Sarrocchi, qui a donné au bastion un nouveau nom, prenant le nom de bastion Garibaldi.
En 1924, la Municipalité de Grosseto décide que le bastion doit être utilisé comme parc à la mémoire des morts de la Première Guerre mondiale : tous les arbres présents, plantés par les Lorrains, sont abattus et remplacés par un bosquet de chênes verts, de cyprès et des pins disposés en huit plates-bandes convergeant vers le centre du bastion, chaque arbre portant le nom d'un Grosseto tombé. Le Parc de la Rimembranza a été officiellement inauguré par Galeazzo Ciano le 6 novembre 1927. En mai 1930, le monument à Garibaldi situé ici a été transféré dans un autre bastion et à sa place le Monument aux morts, qui était auparavant situé sur la Piazza Umberto I. Désormais le bastion prendra officiellement le nom de bastion Rimembranza (bastion du Souvenir).
Sur le côté sud du bastion et le long de la passerelle qui mène au bastion Fortezza, une "promenade archéologique" a été créée au début des années 1960, à l'initiative d'Aldo Mazzolai, directeur du Museo archeologico e d’arte della Maremma. La "promenade" a été démantelée en 2018 et déplacée dans le nouveau jardin archéologique (Giardino dell'archeologia), inauguré le 26 février de cette année à côté de l'ancien bâtiment de l'hôpital.

## Galerie

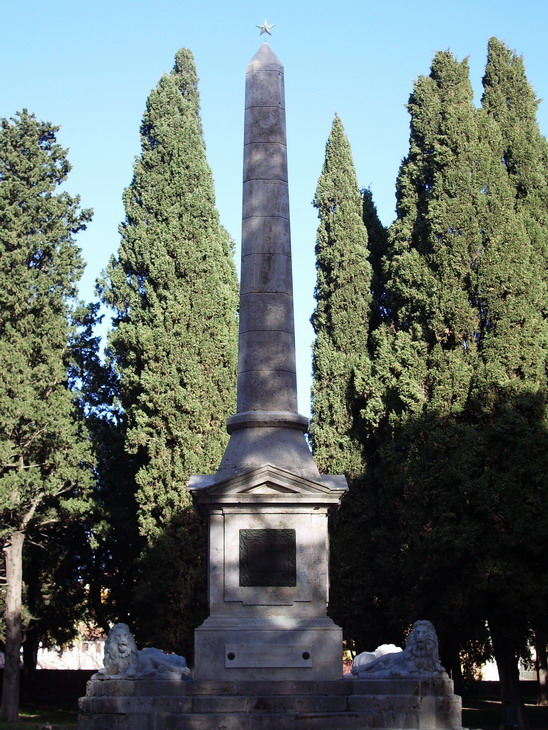
Le monument au morts
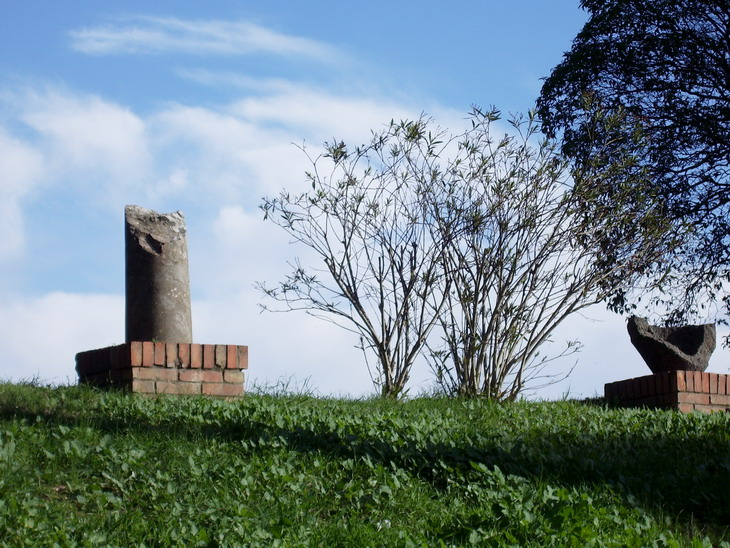
La promenade archéologique en 2007
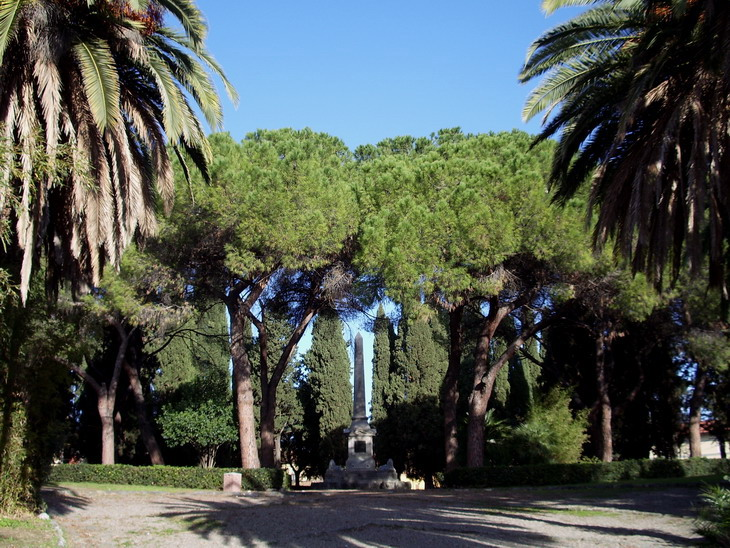
Parc de le Rimembranza
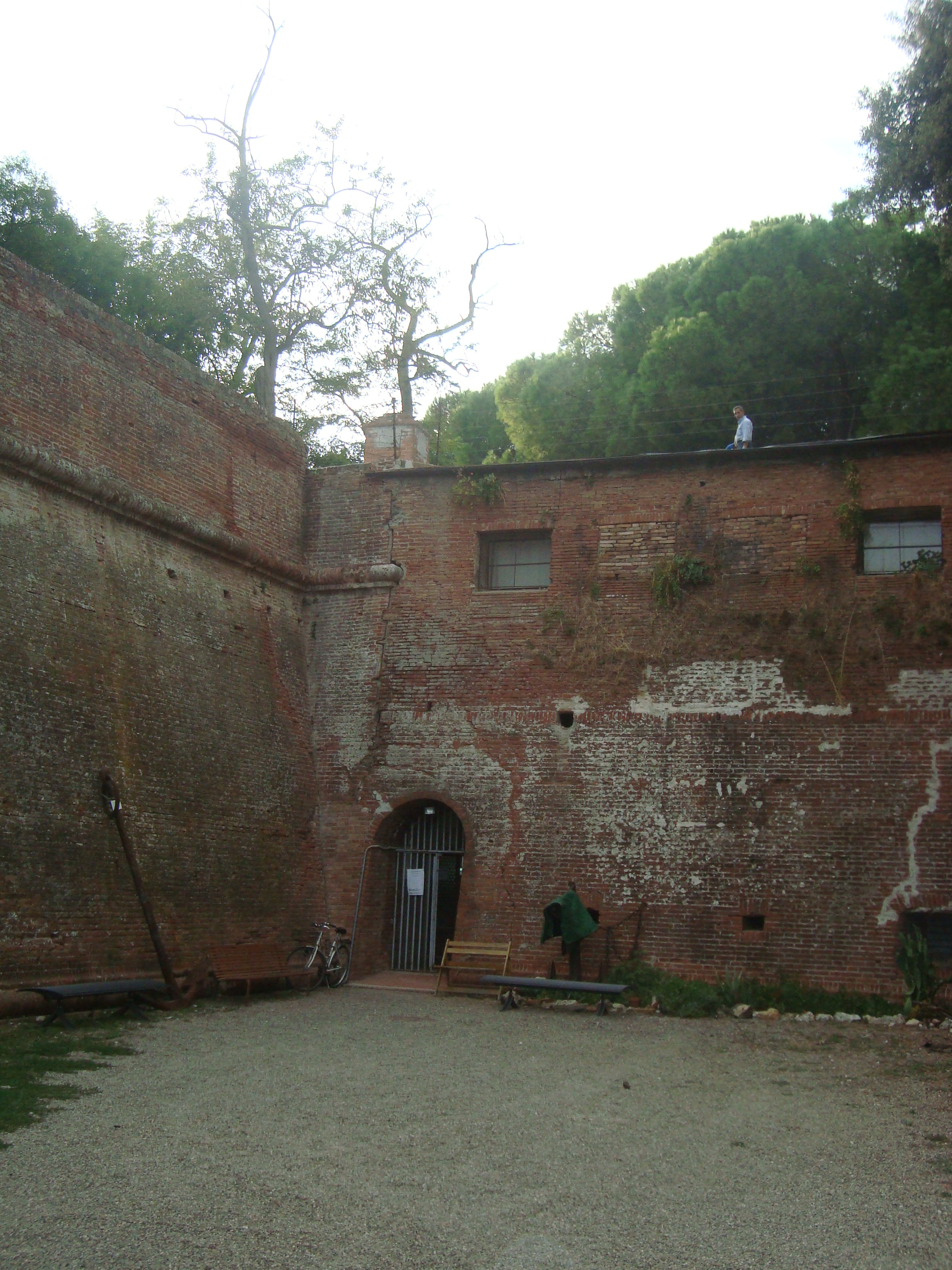
L'intérieur du bastion